# ルーズボール
ルーズボール（英: loose ball）とは、ゴール型のボールゲームにおいてどちら側のチームもボールを支配していない状態のボールのこと。こぼれ球とも呼ばれる。
主にバスケットボール、サッカー、ハンドボールで用いられる。
バスケットボールにおいて、ルーズボールを奪い合うときに起きるファウルのことをルーズボールファウルと呼ぶ。
ルーズボールをいち早く自チームの支配に置くことが失点機会を封じつつ次の得点につながることになる。